# Solid oxide electrolyser cell

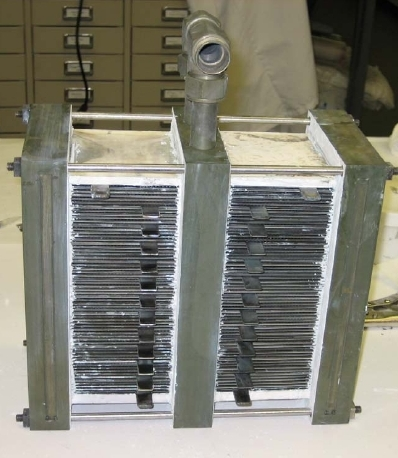
SOEC 60 cel stack.

Een solid oxide electrolyser cell (SOEC) is een solid oxide fuel cell in regeneratieve modus voor de elektrolyse van water met een vast oxide of keramiek elektrolyt voor de productie van waterstofgas.

## Principe
Solid oxide electrolyser cellen opereren op dezelfde temperatuur als hogetemperatuurelektrolyse, doorgaans tussen de 500 en 850 °C vergelijkbaar met SOFC. Voordelen van deze klasse van regeneratieve brandstofcellen zijn een hoog rendement, lange termijn stabiliteit, flexibiliteit in brandstofsoort, lage emissies, en kosten. Het grootste nadeel is de hoge temperatuur die resulteert in een langere opstarttijd en mechanische/chemische bestendigheidsproblemen. Elektrolyse van water wordt steeds endothermischer naarmate de temperatuur toeneemt, de vraag naar elektriciteit wordt verminderd, doordat bij hoge temperatuur de warmte-energie in een elektrolysecel wordt gebruikt bij de ontleding van water. Onderzoek is gaande om de warmte uit externe warmtebronnen zoals thermische zonne-energie en geothermische bronnen toe te voegen.
Per definitie kan het proces van elke brandstofcel worden omgedraaid. Een brandstofcel is meestal geoptimaliseerd om te werken in een modus en kan zo gebouwd zijn dat ze niet in regeneratieve modus gezet kan worden. De uitzonderingen hierop zijn onder meer de omkeerbare brandstofcellen.